# تفجيرات العراق 25 آب 2010
تفجيرات العراق 25 أب 2010 هي سلسلة من الهجمات على المدن العراقية بما في ذلك المقدادية والكوت وبغداد والفلوجة وتكريت وكربلاء وكركوك والبصرة والرمادي والدجيل والموصل والإسكندرية استهدفت في الغالب قوات الأمن العراقية ونقاط التفتيش خلفت ما لا يقل عن 53 شخصًا قتيلاً وأكثر من 270 جريحاً.

## خلفية الهجمات
بعد الشروط المتفق عليها في اتفاقية وضع القوات بين الولايات المتحدة والعراق، تم سحب القوات القتالية الأمريكية من البلاد وترك أقل من 50.000 جندي في البلاد. كان هذا أقل عدد للقوات الأجنبية في البلاد منذ حرب العراق عام 2003. كانت هناك مخاوف من أن يؤدي الانسحاب إلى زيادة الهجمات المرتبطة بالقاعدة. سيتضمن خطاب مقرر للرئيس الأمريكي باراك أوباما ملاحظة انسحاب القوات الأمريكية في الموعد المحدد في 31 أغسطس. في اليوم التالي، سيتم تغيير اسم البعثة الأمريكية رسميًا إلى «عملية الفجر الجديد» من «عملية حرية العراق» في حفل أقيم في قاعدة أمريكية بالقرب منمطار بغداد.
كما جاءت الهجمات وسط قلق من أن الانتخابات العامة العراقية لعام 2010 لم تكن حاسمة لدرجة أن الحكومة الجديدة لم تتشكل بعد ما يقرب من ستة أشهر بعد تاريخ الانتخابات في 7 مارس 2010. معظم المتمردين هم من السنة، في حين أن غالبية السكان، بما في ذلك رئيس الوزراء بالنيابة، هم من الشيعة. ونقلاً عن ما أسمته "موقع متمردي بارز" في يوم الهجمات، قالت صحيفة "نيويورك تايمز" إن المسلحين السنة ذكروا أن "العد التنازلي قد بدأ في إعادة العراق إلى اعتناق الإسلام والسنة بإذن الله.

## الهجمات
ووقعت الهجمات في 13 مدينة وامتدت على طول العراق، من الموصل في الشمال إلى البصرة في أقصى جنوب البلاد. أظهرت الهجمات قدرة المتمردين على القيام بهجمات منسقة في جميع أنحاء البلاد. تضمنت هجمات 25 أغسطس مجموعة كاملة من الأنواع مع أكثر من اثنتي عشرة سيارة مفخخة وهجمات الكر والفر والقنابل المزروعة على جوانب الطرق.

### قائمة الهجمات
1. في مدينة الكوت الجنوبية قتل مفجر انتحاري 19 شرطيا على الاقل وجرح 90 آخرين.
2. كما انفجرت سيارة مفخخة في نقطة تفتيش للشرطة في العامرية مما أدى إلى إصابة ثلاثة أشخاص.[4]
3. في كربلاء، قتل شخص واحد على الأقل وأصيب 29 آخرون بانفجار سيارة مفخخة بالقرب من مركز للشرطة.[5]
4. في كركوك، قتل شخص وأصيب ثمانية آخرون في انفجار عبوة ناسفة.[5]
5. انفجرت حافلة صغيرة متوقفة مليئة بالمتفجرات بالقرب من مركز للشرطة في مدينة البصرة، مركز النفط الجنوبي، مما أدى إلى إصابة 12 شخصًا.[6]
6. انفجرت سيارة مفخخة في محطة حافلات في الرمادي، مما أسفر عن مقتل 3 من رجال الشرطة وإصابة 9 مدنيين.[7]
7. أسفرت تفجيرات بسيارات مفخخة في الدجيل والموصل والإسكندرية عن مقتل 5 وجرح 21.[7]

## مسؤولية
على الرغم من أن القيادة السياسية العراقية ألقت باللوم على القاعدة وبقايا حزب البعث العراقي، فقد أعلنت دولة العراق الإسلامية التابعة للقاعدة مسؤوليتها عن الهجمات قائلة إنه خلال "شهر الصيام والجهاد أطلقنا موجة جديدة تهز الأرض استهداف مقرات ومراكز وحواجز أمنية للجيش والشرطة المرتدة.

## تفاعل
أصدر رئيس الوزراء العراقي نوري المالكي بيانا ألقى فيه باللوم على الهجمات. «القاعدة في العراق وحلفاؤها من حزب البعث ارتكبوا مرة أخرى جريمة بشعة بحق المدنيين الأبرياء ومؤسسات الدولة.. لزعزعة الأمن وزعزعة الثقة في قوات الأمن العراقية المستعدة». لتسلم الأمن نهاية الشهر الجاري مع انسحاب الأمريكيين.